# جائزة هولندا الكبرى 1959
جائزة هولندا الكبرى 1959 هو سباق فورمولا 1 أقيم بتاريخ 31 مايو 1959 في زانتفورت، هولندا. كان الثالث من أصل 9 في بطولة العالم لسباقات الفورمولا واحد موسم 1959. حلّ السويدي يواكيم بونييه أولا بينما جاء الأسترالي جاك برابهام في المركز الثاني وحصل على المركز الثالث ماستين غريغوري.